# Andra Day
Andra Day, pseudonimo di Cassandra Monique Batie (Spokane, 30 dicembre 1984), è una cantante e attrice statunitense.
Legata alla Warner Records, ha pubblicato il suo album di debutto Cheers to the Fall nel 2015. Nel 2021 ha vinto il Golden Globe per la migliore attrice in un film drammatico per il ruolo di Billie Holiday nel film Gli Stati Uniti contro Billie Holiday e ha ricevuto la sua prima candidatura al Premio Oscar nella sezione migliore attrice protagonista.

## Biografia
Nata nel 1984 a Spokane (Washington), si è trasferita da piccola in California, nei pressi di San Diego, dove è cresciuta e ha iniziato a cantare, influenzata da Billie Holiday, Ella Fitzgerald e Dinah Washington.
Notata da Kai Millard, moglie di Stevie Wonder, viene messa in contatto con il produttore Adrian Gurvitz.  Nel 2012 firma un contratto con la Buskin Records, a cui resta legata fino all'anno successivo. Nel 2013 firma un contratto con Warner Bros. Records e comincia a registrare alcuni brani come cover o mashups. Nel 2014 inizia a lavorare con il produttore Gurvitz, con cui lavora su circa 40 canzoni. Sempre nel 2014 si esibisce durante il Sundance Film Festival, occasione in cui viene notata dal regista Spike Lee, che si offre di dirigere il video del suo singolo Forever Mine.
Nell'agosto 2015 pubblica il suo primo album in studio Cheers to the Fall, prodotto da un team composto da Jenn Decilveo, Adrian Gurvitz, Rob Kleiner, Raphael Saadiq e Chris Seefried. L'artista ha modo di cantare il brano Rise Up alla Casa Bianca alla presenza di Barack Obama. Sempre nel 2015 si esibisce in numerose altre occasioni, sia durante semplici programmi televisivi che in eventi importanti come la cerimonia di chiusura dei giochi paraolimpici.
Dall'agosto al settembre 2015 apre negli Stati Uniti i concerti di Lenny Kravitz. Nel 2016 collabora con Jennifer Nettles per un brano presente nel suo disco natalizio To Celebrate Christmas. Il disco riceve la candidatura al Grammy Award al miglior album R&B nell'ambito dei Grammy Awards 2016. Inoltre il brano Rise Up viene candidato nella categoria "miglior interpretazione R&B". Nello stesso anno viene premiata durante l'evento Billboard Women in Music con il Powerhouse Award.
Nel 2017 collabora con Raekwon per Visiting Hour, presente nel suo settimo album in studio The Wild (album) e con Common nel brano Stand Up For Something per il film Marcia per la libertà. Quest'ultimo brano viene nominato agli Oscar nella categoria miglior canzone originale. Sempre nel 2017 debutta come attrice, ottenendo una parte minore in Marcia per la libertà e recitando nel film di animazione Cars 3.
Nel 2021 recita in Gli Stati Uniti contro Billie Holiday in uscita il 26 febbraio 2021 prodotto e distribuito da Hulu; per la sua interpretazione nel ruolo di Billie Holiday ha vinto il Golden Globe per la migliore attrice in un film drammatico e ricevuto la candidatura all'Oscar alla miglior attrice.  L'artista è inoltre interprete e compositrice della colonna sonora del film, con la quale riceve il suo primo Grammy Award per la migliore colonna sonora per media visivi, mentre il brano colonna sonora Tigress & Tweed ha ricevuto candidature alla migliore canzone originale ai Golden Globe, Critics' Choice Awards e Black Reel Awards.
Nel 2021 è presente come autrice e interprete di un brano della miniserie televisivia We the People, prodotta da Barack e Michelle Obama, vincendo un Children's and Family Emmy Awards. Nel 2022 viene annunciata la presenza di Day nel cast del film diretto da Lee Daniels The Deliverance, con Octavia Spencer, Mo'Nique, Omar Epps e Glenn Close.

## Discografia

### Album in studio
- 2015 – Cheers to the Fall

### Colonne sonore
- 2021 – The United States vs. Billie Holiday (Music from the Motion Picture)

### EP
- 2016 – Merry Christmas from Andra Day

### Singoli
- 2015 – Mississippi Goddam
- 2015 –The Light That Never Fails
- 2015 – Forever Mine
- 2015 – Rise Up
- 2015 – Someday at Christmas (feat. Stevie Wonder)
- 2016 – Gold
- 2016 – The Only Way Out
- 2017 – What the World Needs Now Is Love
- 2017 – In the Room: Crusin (feat. Gallant)
- 2017 – Stand up for Something (feat. Common)
- 2018 – Amen
- 2018 – I Wish I Knew How It Would Feel to Be Free
- 2020 – Make Your Troubles Go Away
- 2021 – All of Me
- 2021 – Strange Fruit
- 2021 – Tigress & Tweed
- 2021 – Phone Dies

## Filmografia

### Cinema
- Marcia per la libertà (Marshall), regia di Reginald Hudlin (2017)
- Gli Stati Uniti contro Billie Holiday (The United States vs. Billie Holiday), regia di Lee Daniels (2021)
- Exhibiting Forgiveness, regia di Titus Kaphar (2024)
- The Deliverance - La redenzione (The Deliverance), regia di Lee Daniels (2024)

### Televisione
- Bel-Air – serie TV, episodio 3x10 (2024)
- Percy Jackson e gli dei dell'Olimpo (Percy Jackson and the Olympians) – serie TV (2025)

### Doppiaggio
- Sweet Tea in Cars 3 (2017)

## Riconoscimenti

### Premi principali
- Premio Oscar
  - 2021 – Candidatura per la miglior attrice per Gli Stati Uniti contro Billie Holiday[14]
- Golden Globe
  - 2021 – Migliore attrice in un film drammatico per Gli Stati Uniti contro Billie Holiday
  - 2021 – Candidatura per la migliore canzone originale per "Tigress & Tweeds"
- Daytime Emmy Award
  - 2018 – Candidatura per la miglior performance musicale in un programma diurno per "Raise Up"
- Children's and Family Emmy Awards
  - 2022 – Miglior programma short-form per We the people
- Grammy Award
  - 2016 – Candidatura per il miglior album R&B per Cheers to the Fall
  - 2016 – Candidatura per la miglior interpretazione R&B per "Raise Up"
  - 2018 – Candidatura per la miglior canzone scritta per un film, televisione o altri media audio-visivi per "Stand Up for Something"
  - 2022 – Migliore colonna sonora per media visivi per The United States vs. Billie Holiday Soundtrack

### Altri premi
- BET Awards
  - 2016 – Candidatura per la miglior artista emergente
  - 2016 – Candidatura per la artista R&B
  - 2016 – Candidatura per il Centric Award per Rise Up
  - 2021 – Miglior attrice per Gli Stati Uniti contro Billie Holiday
- Black Reel Awards
  - 2018 – Candidatura per la miglior canzone originale per Stand Up for Something
  - 2021 – Candidatura per la miglior attrice per Gli Stati Uniti contro Billie Holiday
  - 2021 – Miglior rivelazione femminile per Gli Stati Uniti contro Billie Holiday
  - 2021 – Candidatura per la miglior canzone originale per "Tigress & Tweeds"
- CMT Music Award
  - 2018 – Candidatura alla performance dell'anno per Rise Up
- Critics' Choice Awards
  - 2021 – Candidatura per la miglior attrice per Gli Stati Uniti contro Billie Holiday
  - 2021 – Candidatura per la miglior canzone per Tigress & Tweeds
- Dallas-Fort Worth Film Critics Association
  - 2021 – Candidatura per la migliore attrice per Gli Stati Uniti contro Billie Holiday
- Hollywood Film Awards
  - 2017 – Miglior canzone per Stand Up for Something
- NAACP Image Award
  - 2016 – Candidatura per la migliore nuova artista
  - 2018 – Candidatura per la migliore artista femminile
  - 2018 – Candidatura per il miglior duetto, gruppo e collaborazione per Stand Up for Something
  - 2021 – Candidatura per la migliore attrice per Gli Stati Uniti contro Billie Holiday
  - 2021 – Candidatura per la migliore colonna sonora per The United States vs. Billie Holiday Soundtrack
- Palm Springs International Film Festival
  - 2021 – Miglior rivelazione per Gli Stati Uniti contro Billie Holiday
- Santa Barbara International Film Festival
  - 2021 – Virtuoso Award
- Soul Train Music Award
  - 2016 – Candidatura per la migliore nuova artista
  - 2016 – Miglior canzone per Stand Up for Something

## Doppiatrici italiane
Nelle versioni in italiano dei suoi film Andra Day è stata doppiata da:
- Alessia Amendola ne Gli Stati Uniti contro Billie Holiday
- Letizia Scifoni in The Deliverance - La redenzione

Da doppiatrice è sostituita da:
- Giulia Santilli in Cars 3